# Koma (astronomia)

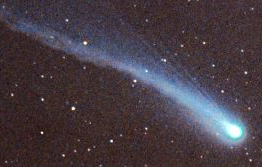
Zdjęcie komy komety 153P/Ikeya-Zhang wykonane w marcu 2002 roku

Koma – pyłowo-gazowa „atmosfera” o zazwyczaj kulistym kształcie, otaczająca jądro komety i powstająca w miarę zbliżania się do Słońca pod wpływem jego promieniowania. Termin pochodzi od łacińskiego słowa coma, co znaczy włosy.

## Rozmiary
Rozmiar komy oraz to, kiedy zaczyna się ona tworzyć, zależy zasadniczo od dwóch czynników: zasobów materii zgromadzonych w jądrze komety oraz jej odległości od Słońca. Komety „nowe”, które po raz pierwszy zbliżają się do Słońca, posiadają większy zapas materii i tym samym mogą wytworzyć rozleglejszą komę w większej odległości od gwiazdy. W konsekwencji odległość od Słońca, w której zaczyna tworzyć się głowa komety, jest inna przy każdym przelocie. Średnica komy w przypadku większości komet zazwyczaj wynosi około 50 000 kilometrów i tylko sporadycznie trafiają się komety, których otoczki mają średnicę przekraczającą milion kilometrów. Maksymalne rozmiary koma osiąga, kiedy kometa znajduje się w odległości
1,4 j.a. od Słońca. Jak dotąd największą zaobserwowaną gołym okiem komą może poszczycić się kometa 1811 I Flaugergues – jej średnica wynosiła 1,7 × 106 km i była większa od średnicy Słońca o 22%. Jeśli dokona się pomiaru nadfioletowego promieniowania cząsteczek wodoru wydobywających się z jądra komety, wówczas rozmiary komy okazują się znacznie większe – tutaj rekordzistką jest kometa 1970 II Bennett, której wodorowa otoczka miała średnicę 14 × 106 km.

## Gęstość i masa
Koma charakteryzuje się bardzo niską gęstością – szacunkowa ilość cząstek przy powierzchni jądra wynosi około 105/cm3, co jest znikomą wielkością w porównaniu z gęstością powietrza przy powierzchni Ziemi (2,55 × 1019/cm3). Maleje ona wraz ze wzrostem odległości od jądra, by wreszcie zrównać się z gęstością materii międzygwiezdnej. Z uwagi na małą gęstość komy, niewielka jest także jej masa: nie przekracza ona 109 kg, z czego zaledwie 0,01-1% przypada na cząsteczki gazów. Podczas jednego przelotu w pobliżu Słońca, z komy ulatuje w przestrzeń do 1011 kg materii, co stanowi stukrotność jej maksymalnej masy.

## Skład chemiczny
Komę tworzą przede wszystkim cząstki pyłów oraz atomy i cząsteczki głównych gazów OH, NH, CN, C3, C2 i NH2. Rzadziej spotykane substancje to żelazo, chrom, nikiel, wapń, miedź i potas.